# Vườn quốc gia Queulat
Vườn quốc gia Queulat là một vườn quốc gia nằm ở vùng Aysén, Chile. Nó được bao quanh bởi sông Cisnes ở phía nam và nằm ngay cạnh Khu dự trữ quốc gia Hồ Rosselot. Được thành lập vào năm 1983, nó có diện tích 1.541 km2 (595 dặm vuông Anh) của núi, sông băng và rừng thường xanh nguyên sinh.

## Địa lý
Vườn quốc gia nằm ở khu vực Patagonia Nam Andes bao gồm một số khu vực có độ cao 2.000 m (6.562 ft) so với mực nước biển. Một phần của nhóm núi lửa Puyuhuapi thuộc vườn quốc gia, đặc biệt là khu vực phía nam của Hồ Risopatrón. Vườn quốc gia bao gồm hai khu vực nhỏ của Dải băng lớn Nam Patagonia, với sông băng dài đến 12 km. Trung tâm của vườn quốc gia là sông băng Queulat nằm ở độ cao 1.889 mét với diện tích khoảng 80 km2 (31 dặm vuông Anh), gần với cực bắc của kênh nước Puyuhuapi được gọi là vịnh Ventisquero Sound.

## Động thực vật
Vườn quốc gia có sự hiện diện của những khu [[Rừng mưa ôn đới Valdivian.Một số khu vực của vườn quốc gia này có lượng mưa hàng năm lên đến 4.000 mm (157 in). Trong môi trường ẩm ướt này bao gồm các loài điển hình như là Nothofagus dombeyi và Laureliopsis philippiana. Thảm thực vật dưới tán cây bao gồm Tepu, Chusquea quila (một loài Tre), Fuchsia magellanica và Gunnera tinctoria (được gọi là Đại hoàng Chile nhưng nó lại không liên quan gì tới Chi Đại hoàng). Ở những khu vực cao hơn bị sự chi phối của Sồi Magellan và Lenga. Con đường Carretera Austral chạy qua vườn quốc gia là những khúc cua ngoằn ngoèo (Cuesta Queulat) giúp quan sát khoanh vùng theo độ cao và ngắm nhìn cảnh quan ngoạn mục của núi non.
Về động vật, phần phía nam vườn quốc gia là các loài động vật có vú bao gồm Pudu, Mèo Kodkod cùng nhiều loài chim như Scelorchilus rubecula, Bồ câu Chile, Gõ kiến Magellan, Pteroptochos tarnii và Aphrastura spinicauda. Trong khi đó, phần phía bắc của đèo Queulat là nhà của Rái cá sông phương Nam và Chuột sông Nam Mỹ. Các loài chim đa dạng bao gồm Ngỗng Magellan, Vịt trời Chiloé, Vịt mỏ thìa vàng, Vịt mỏ thìa đỏ, Vịt guồng bay, Vịt mỏ hồng, Bói cá, Diệc lớn, Vạc, Thiên nga cổ đen cùng nhiều loài chim khác.